# Березовица (приток Ромена)
Березовица (укр. Березовиця) — правый приток Ромена, расположенный на территории Прилукского района (Черниговская область, Украина).

## География
Длина — 11 км. Площадь бассейна — н/д км². 
Русло извилистое, местами пересыхает, приустьевая часть русла выпрямлена в канал (канализировано). Есть пруды. 
Берёт начало южнее села Березовица. Река течёт в верхнем течении на север, далее — северо-запад, затем — северо-восток. Впадает в Ромен северо-восточнее села Грицовка.
Притоки (от истока к устью): безымянные ручьи
Населённые пункты на реке (от истока к устью):
1. Березовица
2. Степановское
3. Грицовка